# Ботаническая (остановочный пункт, Свердловская железная дорога)
Ботани́ческая — остановочный пункт Свердловской железной дороги. Находится на линии Екатеринбург – Челябинск, в Чкаловском районе Екатеринбурга.
Платформа открыта в 2005 году в рамках проекта «Городская электричка». Расположена на насыпи около путепроводного пересечения линии Екатеринбург – Челябинск с улицей Щербакова, примерно в 150 метрах от остановок общественного транспорта на пересечении улиц Щербакова и Самолётной. Названа по расположенному в непосредственной близости жилому району Ботанический, в свою очередь, названному в честь Ботанического сада УрО РАН. 
Имеет две низкие, боковые, пассажирские платформы, расположенные по обе стороны пути. Для перехода между платформами имеется пешеходный настил. Единственный остановочный пункт Свердловской ж.д., на котором посадка-высадка пассажиров в электропоезда осуществляется с двух сторон. На платформе, расположенной с юго-восточной стороны пути, имеется пассажирский павильон в виде навеса со скамейками. Билетные кассы отсутствуют. 
Выходы: 
с юго-восточной платформы –  к улицам Щербакова и Самолётной, 
с северо-западной платформы – по пешеходному мосту, проходящему над Объездной дорогой, в Ботанический район: на улицу Крестинского и к Уральскому заводу гражданской авиации (УЗГА).
Примерно в 800 м к северо-западу от платформы расположена станция метро «Ботаническая». Ближайший вход в метро находится в 10-12 минутах ходьбы по ул. Крестинского.
На платформе останавливаются электропоезда, курсирующие по маршруту городской электрички, а также пригородные поезда из Екатеринбурга на Верхний Уфалей (2 пары), Полевской (1 пара в летнее время).

## Галерея

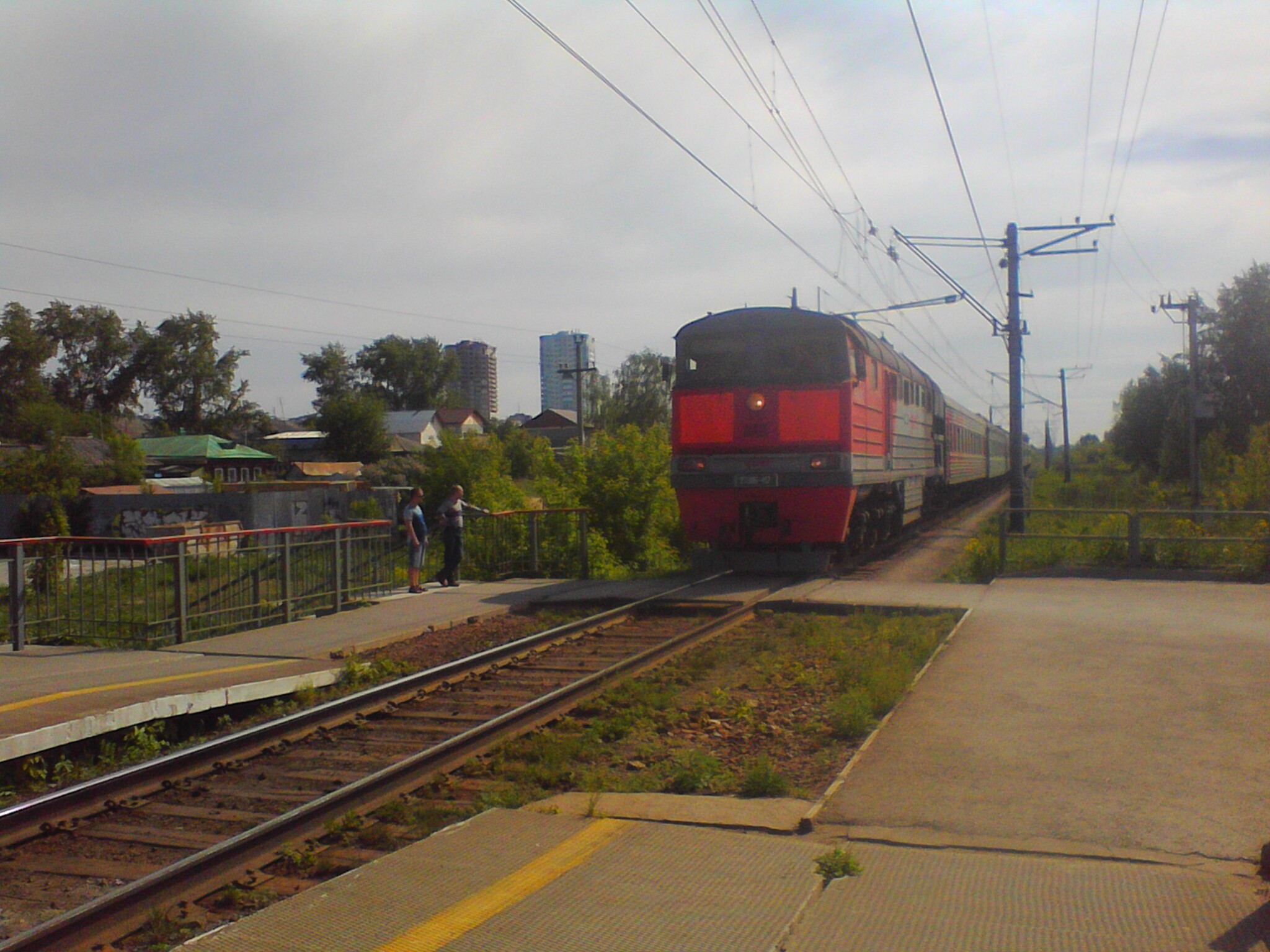
Поезд Верхний Уфалей — Екатеринбург прибывает на платформу Ботаническая
- Екатеринбургская городская электричка